# Истмусский сапотекский язык
Истмусский, или хучитанский, сапотекский язык (Isthmus Zapotec, Zapoteco del Istmo) — сапотекский язык, на котором говорят в городах Санто-Доминго-Теуантепек и Хучитан-де-Сарагоса штата Оахака в Мексике.
Используется алфавит на латинской основе. Алфавит в версии 1956 года выглядит так: A a, B b, C c, Ch ch, D d, Dx dx, E e, G g, I i, L l, M m, N n, Ñ ñ, O o, P p, Q q, R r, S s, T t, U u, Hu hu, X x, Xh xh, Y y, Z z.